# Epifagus virginiana
Epifagus virginiana – gatunek rośliny z rodziny zarazowatych (Orobanchaceae) i monotypowego rodzaju Epifagus. Występuje we wschodniej Ameryce Północnej od północno-wschodniego Meksyku, poprzez wschodnią część Stanów Zjednoczonych po południowo-wschodnią Kanadę. 
Jest pasożytem całkowitym korzeni buka wielkolistnego Fagus grandifolia (według innych źródeł – „głównie buków”). Jest rośliną jednoroczną kwitnącą we wrześniu i październiku.

## Morfologia

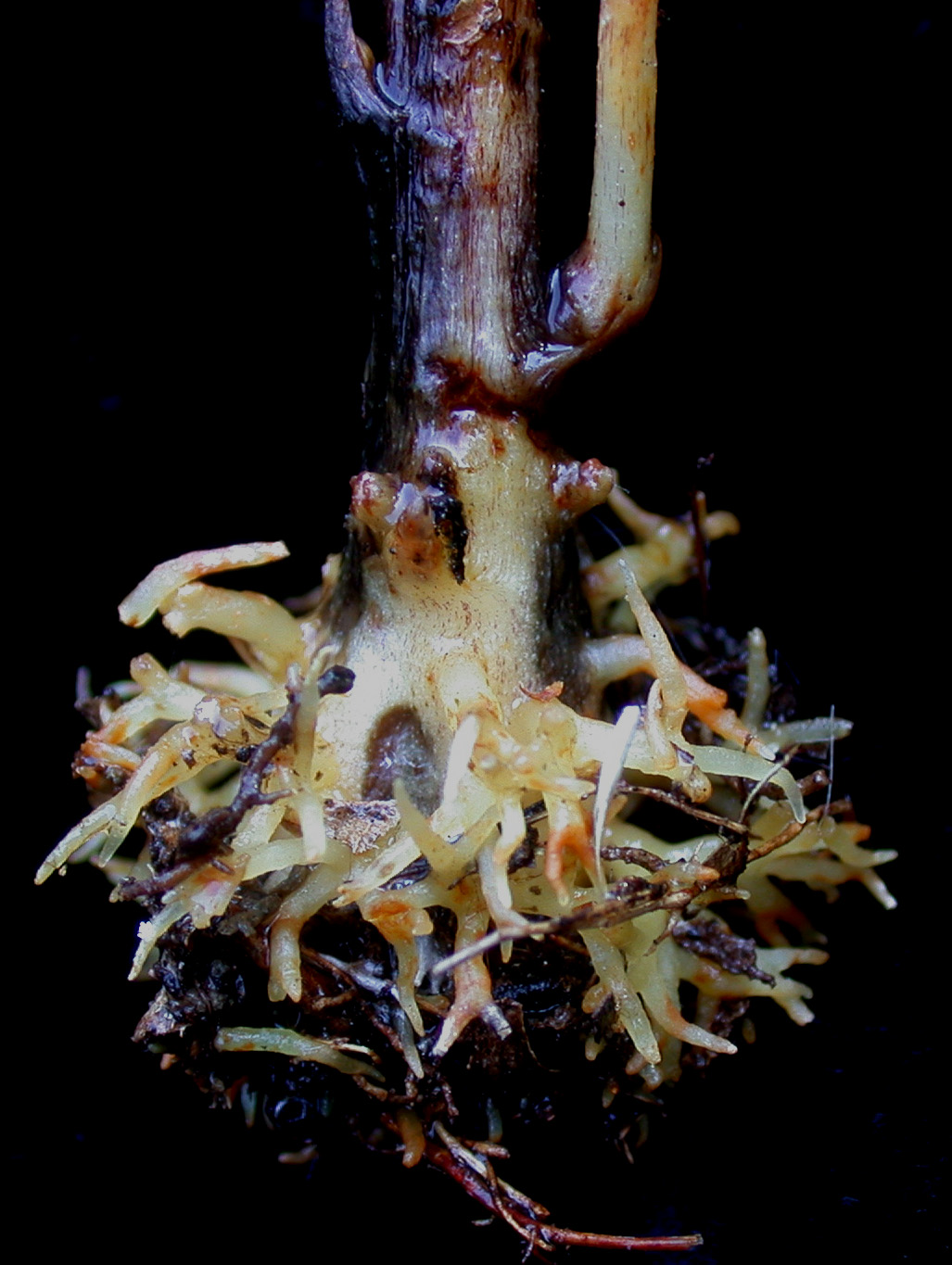
Korzenie

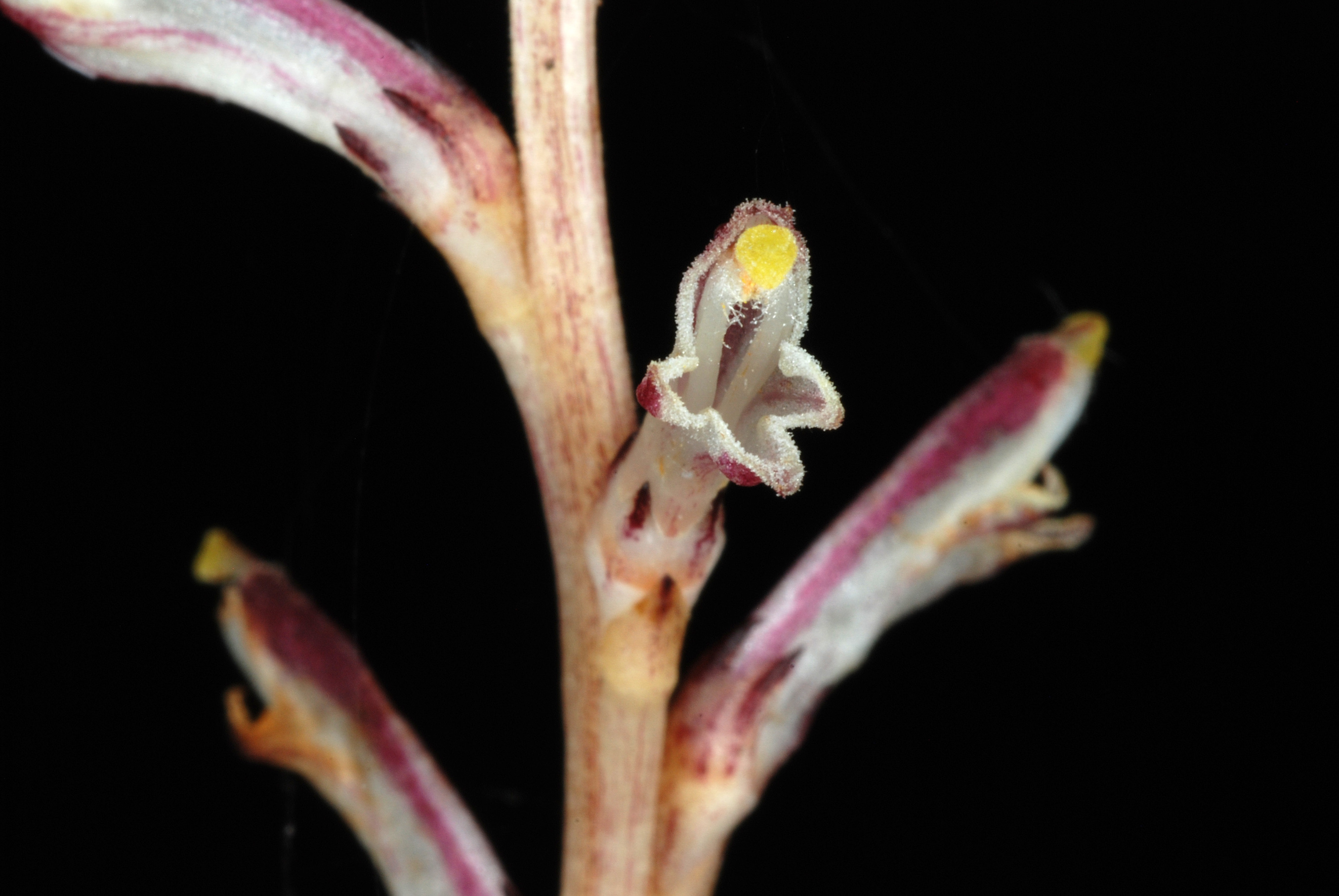
Kwiat

PokrójRoślina rozwija się pod ziemią tworząc strukturę złożoną z korzeni koralkowych, między którymi rozwijają się także łuskowate liście. Brak wyodrębniającej się łodygi. Nad ziemią rozwijają się tylko bezzieleniowe kwiatostany.
KwiatyPowstają na gronie wyrastającym z podziemnej części rośliny. Przysadek brak. Kwiaty osadzone są na krótkich szypułkach. Kielich jest 5-działkowy, dwubocznie symetryczny, ukośnie dzwonkowaty. Korona ma kolor od białego, przez żółty do czerwonofioletowego lub czerwonobrązowego; jest grzbiecista, dwuwargowa, w dole rurkowata. Dolna warga jest trójłatkowa, a górna jednołatkowa (w wyniku zrastania się dwóch łatek). Wewnątrz korony znajduje się jednokomorowa zalążnia z główkowatym lub lekko dwudzielnym znamieniem oraz cztery dwusilne pręciki o owłosionych nitkach. Dolne kwiaty rozwijają się jako klejstogamiczne (z zamkniętą koroną).
OwoceTorebki zawierające 500–600 jasnobrązowych, wąskojajowatych nasion.